# مذبحة تونس (1535)
مذبحة تونس هي مذبحة وقعت في مدينة تونس عقب غزوها على يد الإمبراطور الإسباني شارلكان ومن معه من الجنود الإسبان والطليان والألمان وفرسان مالطة في سنة 942هـ/1535م. راح ضحية هذه المذبحة ثلاثين ألف مسلم عربي، وتم استرقاق عشرة آلاف امرأة وطفل. وتم تخريب المساجد والمدارس والمقابر ونهب محتويات القصور، كما قاموا بحرق آلاف المخطوطات والكتب.